# Posenkonferencen
Posenkonferencen var et møde med deltagelse af SS-Reichsführer Heinrich Himmler, ledere fra nazistpartiet og Gauleitere den 6. oktober 1943 i byen Posen (Poznań, Polen). Himmler gjorde det klart i den afsluttende tale hvad Endlösung der Judenfrage gik ud på, hvad den betød for de tilstedeværende og dens langsigtede betydning for Tyskland.
Konferencen var blevet indkaldt af Martin Bormann med henblik på at samle Rigs- og områdeledere for at diskutere strategien i krigen, herunder den totale krig. Formentlig i overensstemmelse med Hitler havde Himmler besluttet at afsløre i fuldt omfang hvad 'Endlösung' gik ud på og de andre krigsforbrydelser, som blev begået af SS og andre grene af nazipartiet i de besatte lande. Det blev gjort for at motivere alle de tilstedeværende til at kæmpe hårdere for sejren, da de ikke ville kunne hævde at være uvidende om krigsforbrydelser og andre grusomheder hvis Tyskland blev besejret. De allerede havde allerede tilkendegivet deres hensigt om at sætte landets ledere for retten.

## Speer-kontroversen
Denne konference er det stærkeste bevis for at Albert Speer var vidende om Endlösung, noget han benægtede ved Nürnbergprocessen. Speer var helt bestemt til stede ved konference, og talte til deltagerne om våbenproduktion om morgenen, Himmlers blev holdt om eftermiddagen, og på et vist tidspunkt talte han direkte til Speer i sin tale. . Stillet overfor denne beskyldning i 1971 af historikeren Erich Goldhagen, som havde fundet teksten til talen i Bundesarchiv, erindrede Speer at han havde forladt konferencen inden Himmlers tale begyndte. Erhard Milch og Walter Rohland bekræftede begge dette, og den sidste endda senere under ed.
Alligevel føler mange historikere, at selv om Speer ikke havde hørt talen, ville han være blevet gjort opmærksom på indholdet af sine gode venner, som havde været tilstede, såsom gauleiterne Karl Hanke og Baldur von Schirach.